# Nazjanz
Nazjanz (gr. Ναζιανζός, łac. Nazianzus) – starożytne miasto w zachodniej Kapadocji, w Azji Mniejszej.

## Historia
W starożytności Nazjanz należał do rzymskiej prowincji Kapadocja II w diecezji Pontu. Znany z miejsca urodzenia jednego z ojców kapadockich – Grzegorza z Nazjanzu. Za cesarza Konstantyna VII Porfirogeneta relikwie Grzegorza z Nazjanzu zostały przywiezione do Kościoła Świętych Apostołów w Nazjanzie. Miasto było siedzibą biskupią. Do 1200 roku znane są imiona czternastu biskupów Nazjanzu. W Kościele katolickim istnieje biskupstwo tytularne Nazjanzu.

## Osoby związane z miastem
Z Nazjanzu pochodziliː
- Grzegorz z Nazjanzu Starszy
- Nonna z Nazjanzu
- Gorgonia z Nazjanzu
- Grzegorz z Nazjanzu
- Cezary z Nazjanzu